# Pietro I Cardona
Pietro Cardona Villena, conte di Collesano (Sicilia, 1415 circa – 1450), è stato un nobile, militare e diplomatico italiano di origine catalana del XV secolo.

## Biografia
Nacque in Sicilia presumibilmente verso il 1415, da Antonio, signore di Maldà, e dalla di lui consorte la nobildonna Eleonora d'Aragona Villena e Enriquez, dama di corte di Eleonora d'Alburquerque, regina consorte di Castiglia, ambedue catalani e di cui era il primo di quattro figli. Sposò la nobildonna Eleonora Centelles Ventimiglia, figlia di Gilberto, conte di Collesano, da cui ebbe un solo figlio, Artale.
Fidato consigliere del re Alfonso V d'Aragona, servì questi nella guerra per la conquista aragonese del Regno di Napoli, avvenuta nel 1443. Il Sovrano per ricompensarlo dei suoi servigi, per privilegio dato il 1º dicembre 1444, lo investì con il mero e misto imperio della Contea di Collesano e delle terre di Bilìci, di Polizzi e delle Due Petralie, nel Val di Mazara, e di Caronia e di Naso, nel Val Demone, in precedenza confiscate al cognato Antonio Centelles.
Cardona fu anche Gran camerlengo e ambasciatore del Re Alfonso presso il Duca di Borgogna. Morì nel 1450.